# Jean Dornis
 (mars 2021).
Si vous disposez d'ouvrages ou d'articles de référence ou si vous connaissez des sites web de qualité traitant du thème abordé ici, merci de compléter l'article en donnant les références utiles à sa vérifiabilité et en les liant à la section « Notes et références ».
 (septembre 2022).
Jean Dornis (née Élena Goldschmidt-Franchetti le 16 novembre 1864 à Florence et morte le 18 février 1949 à Montmorillon) est une écrivaine française du début du XXe siècle.

## Repères biographiques
Fille d'Isaac « John » Goldschmidt (1828-1909) et de Sophie Franchetti (1843-1922), Élena Goldschmidt-Franchetti, naît à Florence en 1864. Elle épouse Guillaume-Louis Beer (1854-1913), fils de Regina Bischoffsheim, administrateur de la Banque internationale de crédit et propriétaire du château de Voisins. Le musicien Alberto Franchetti est son cousin germain.
Elle rencontre Leconte de Lisle en 1888. Admiratrice du poète, elle participe régulièrement à son salon du samedi, qui reprend après une interruption de plusieurs années grâce au regain de notoriété conféré par l’élection à l’Académie française. Elle-même reçoit les amis de Leconte de Lisle le lundi, dans son hôtel particulier, rue des Mathurins. En 1893, elle invite Leconte de Lisle au pavillon de Voisins, (situé dans le parc du château de Voisins). Il y reste la première quinzaine d'août. En 1894, Leconte de Lisle fait un nouveau séjour au pavillon de Voisins, où il décède le 17 juillet.
À la suite du décès de son époux en 1913, Élena Goldschmidt-Franchetti partage le domaine de Voisins en deux, vend le château, et se réserve le pavillon de Voisins.
En 1916 elle se remarie avec un officier de la coloniale, Alfred Droin également poète.
En 1921, elle succède à Daniel Lesueur à la présidence du Denier des Veuves de la Société des gens de lettres. Pour des raisons de santé, en février 1928, elle est obligée de céder la présidence à Camille Marbo.

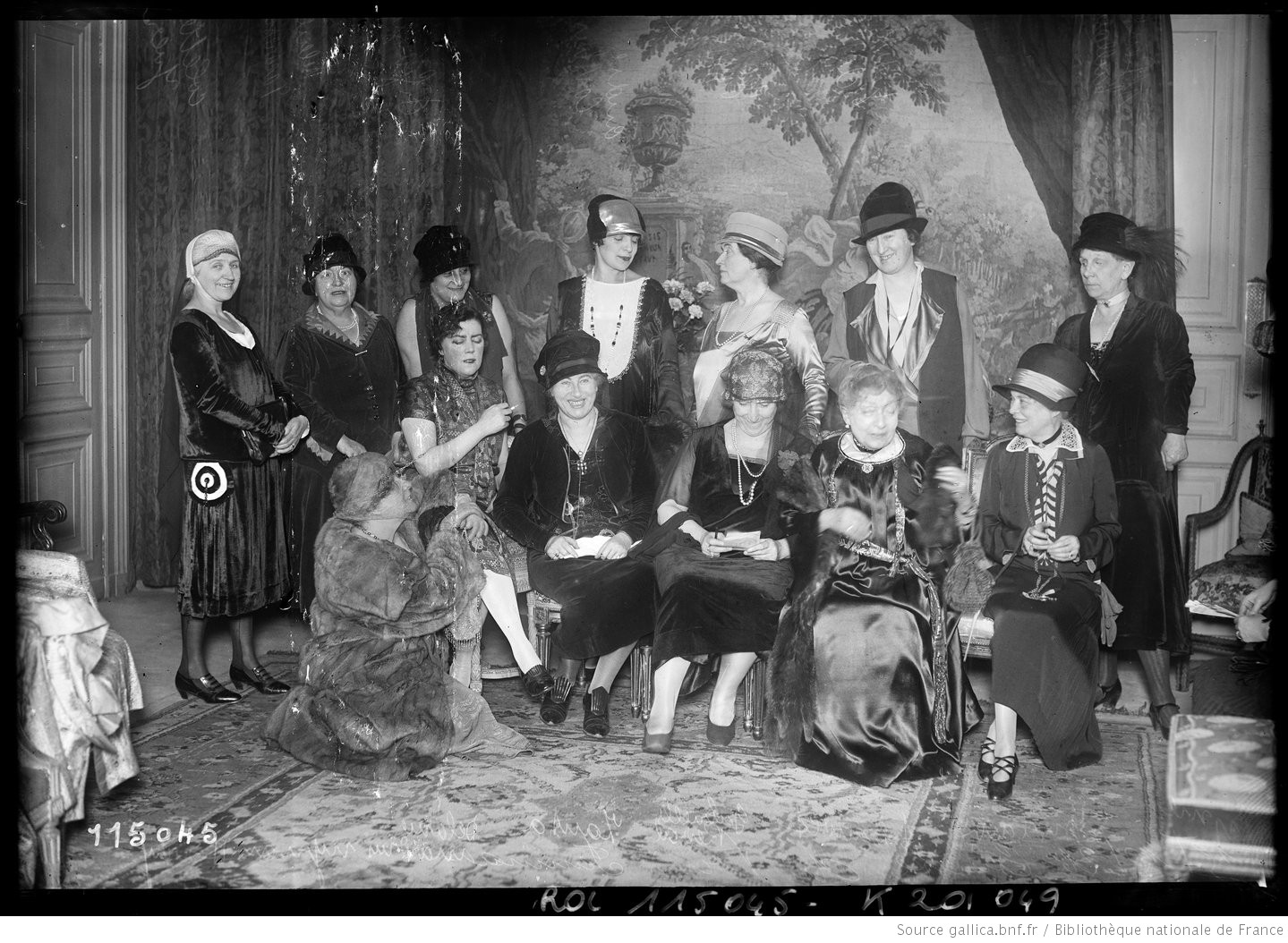
Comité du prix Fémina en 1926. Jean Dornis est debout (3^{e} à droite)

Elle fait partie en 1926 du comité du prix Femina. 
Elle meurt en 1949 à Montmorillon.

## Œuvres

### Romans et nouvelles
- Jean Dornis, La Voie douloureuse (roman), 1894.
- Jean Dornis (ill. Felician Myrbach), Les Frères d'Élection (nouvelles), 1896.
- Jean Dornis, La Force de Vivre (roman), 1901.
- Jean Dornis, Le Voile du Temple (roman), 1905.
- Jean Dornis, Le Jour nouveau.

### Critique
- Jean Dornis, Leconte de Lisle intime, 1895 (lire sur Wikisource).
- Jean Dornis, La Poésie italienne contemporaine, 1898Couronné par l’Académie française.
- Jean Dornis, Le Théâtre italien contemporain, 1904.
- Jean Dornis, Le Roman italien contemporain, 1907.
- Jean Dornis, Essai sur Leconte de Lisle, Société d'Éditions Littéraires et Artistiques, Librairie Paul Ollendorf, 1909 (lire sur Wikisource).
- Jean Dornis, La Sensibilité dans la poésie française contemporaine (1885-1912), Arthème Fayard, 1912 (lire en ligne).
- Jean Dornis, Étude sur le Roman français contemporain.
- Jean Dornis, Hommes d'action et de rêve. 1914-1919. Gabriele D'Annunzio, Émile Verhaeren, Leconte de Lisle, Rupert Brooke, Fulciero da Calboli, Miloutine Boitch, Alain Seeger, Charles Péguy, Giosué Carducci, Perrin., 1920.
- Jean Dornis, Un Celte d'Alsace. La vie, la pensée et les plus belles pages d’Édouard Schuré, 1923.
- Jean Dornis, Essai sur Gabriele D'Annunzio. Le Poète, le Romancier, le Dramaturge, l'Homme de Guerre, Le Chef d'État et le Sociologue. Conclusions, Perrin, 1925.

### Préface
- Leconte de Lisle (préf. Jean Dornis), Contes en prose (impressions de jeunesse), 1910 (lire en ligne).

## Hommages
- Leconte de Lisle lui a dédié le poème La Rose de Louveciennes.
- Jules Bois lui a dédié le poème la tentation du héros[8].
- Antonio de La Gandara (1861-1917) a réalisé 4 portraits de madame Guillaume Beer dont 2 portraits en pied ne sont pas localisés
- H. Dhormes[Qui ?] a peint un portrait d'elle.
- Marcel Proust, qui est venu souvent déjeuner chez elle au pavillon de Voisins, l'a dépeinte dans le Portrait de Mme ***[9].